# Гра на виживання (фільм, 1994)
Гра на виживання (англ. Surviving the Game) — американський бойовик 1994 року.

## Сюжет
Бродяга Джек Мейсон живе на вулиці після того як його сім'я гине під час пожежі. Він намагається покінчити життя самогубством, але його рятує чоловік на ім'я Волтер Коул, який також пропонує Мейсону хорошу роботу провідника для мисливців. Першим же завданням Мейсона стає супровід в горах чотирьох багатих бізнесменів. Але з'ясовується, що полювати вони збираються саме на нього. Мейсону дають час для того, щоб той зміг втекти подалі від мисливців і ті починають переслідування. Але жага життя і помсти виявляються сильнішими і тоді мисливців перетворюються на жертв.

## У ролях
| Актор                     | Роль                 |
| ------------------------- | -------------------- |
| Айс-Ті                    | Джек Мейсон          |
| Рутгер Гауер              | Томас Бернс          |
| Чарльз С. Даттон          | Волтер Коул          |
| Гері Б'юзі                | Док Гокінс           |
| Фарід Мюррей Абрагам      | Вольф старший        |
| Джон К. МакГінлі          | Джон Гріффін         |
| Вільям МакНамара          | Дерек Вольф-молодший |
| Джефф Корі                | Генк                 |
| Боб Майнор                | охорона              |
| Лоуренс С. МакКой         | портьє               |
| Джордж Фішер              | таксист              |
| Жак Дікерсон              | пасажир таксі        |
| Віктор Морріс             | бездомний батько     |
| Фредерік Коллінз молодший | бездомна дитина      |
| Стівен Кінг               | водій                |
| Шейла Скотт               | жінка                |